# Bèrgam
Bèrgam (en llombard Bèrghem, occ. [ˈbɛɾɡum], or. [ˈbɛɾɡɛm]; en italià Bergamo, [ˈbɛrɡamo]) és una ciutat d'Itàlia, capital de la província homònima, a la regió de la Llombardia, a uns 40 km al nord-est de Milà. Els estreps dels Alps comencen al nord de la ciutat. El 2023 tenia 119.534 habitants.
Des del 2017, la muralla de la Ciutat Alta de Bèrgam forma part del Patrimoni de la Humanitat de la UNESCO, junt amb altres fortificacions del segle xvi de la República de Venècia.
El 29 de novembre de 1797 hi naixia Gaetano Donizetti, famós compositor d'òperes.

## Història
Bèrgam ocupa el lloc de l'antiga ciutat de Bergomum, municipi romà. Va ser destruïda per Àtila el segle v. Entre 1264 i 1428 la ciutat va ser dirigida per Milà, però passà al control venecià fins al 1797; els venecians van fortificar la part alta de la ciutat.

## Principals punts d'interès
La ciutat té dos centres: Città Alta ('ciutat alta'), una ciutat medieval, envoltada de gegantines muralles del segle xvii, i la bassa Città ('ciutat baixa'). Les dues parts de la ciutat estan connectades per funicular, camins i corriols (adjacents a l'estació del funicular). Les places d'aparcament són molt limitades a la ciutat alta.
En llengua llombarda la Ciutat Alta és sovint anomenada Bèrghem de sora (literalment Bèrgam d'amunt), pronunciat localment [ˈbɛɾɡɛm dɛ ˈsuɾa], en contraposició amb la Ciutat Baixa, anomenada Bèrghem de sota (literalment Bèrgam d'avall), pronunciat localment [ˈbɛɾɡɛm dɛ ˈsota].

### Città Alta

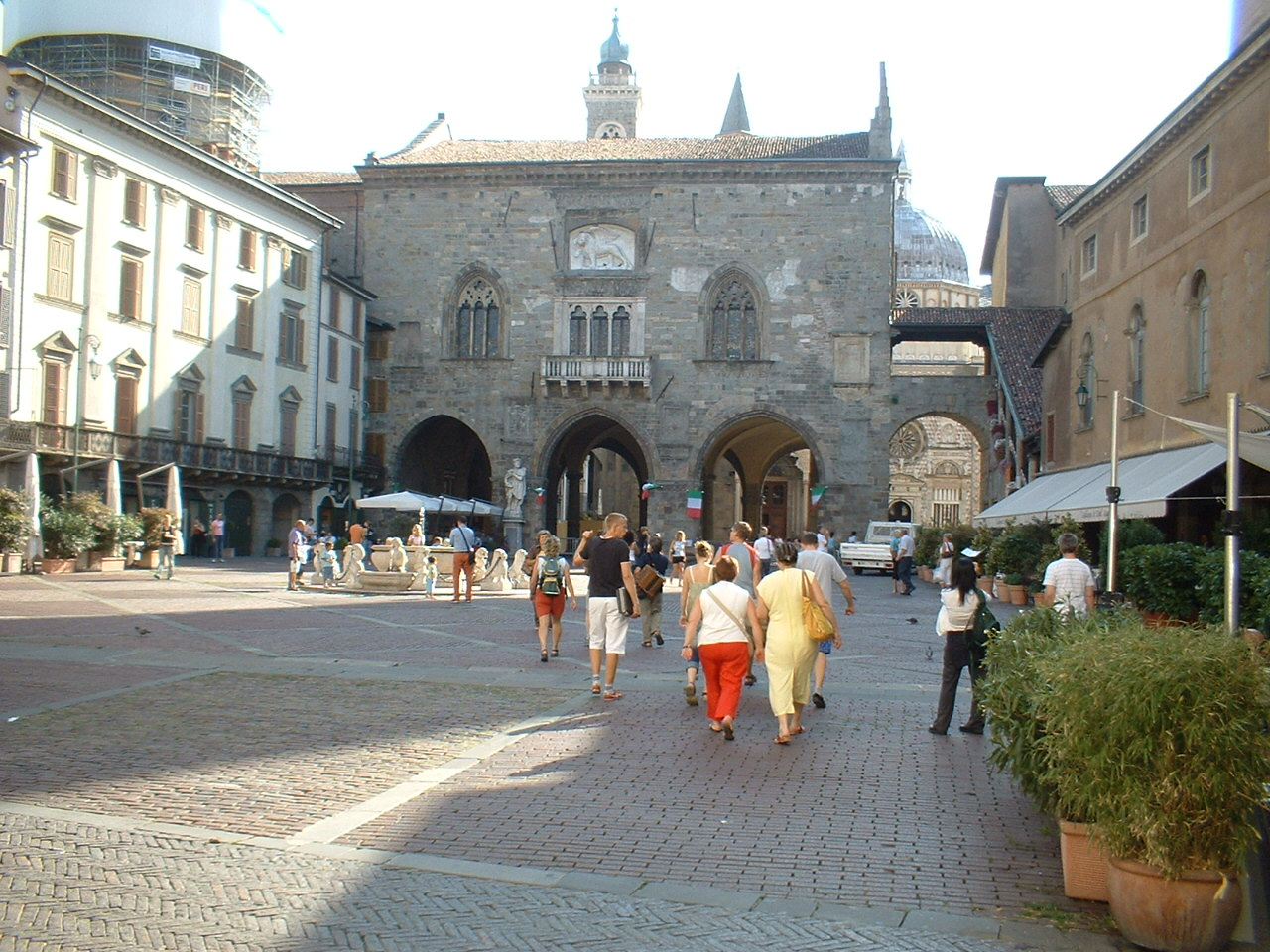
Panorama dal Palazzo della Ragione

Bèrgam Alta (també coneguda com a Ciutat Alta o, en el passat, la ciutat, en lloc dels suburbis) és una ciutat medieval, envoltada de muralles construïdes al segle xvi, durant el govern de Venècia, que es van afegir a les fortificacions ja existents per tal de fer-ne una fortalesa inexpugnable. Ciutat Alta és part del Tercer Districte de la ciutat de Bèrgam. Les muralles i fortificacions li van valdre la declaració el 2017 com a Patrimoni de la Humanitat (UNESCO), junt amb altres fortificacions de la República de Venècia.
El Tercer Districte, que també forma part d'aquest barri, inclou els barris de Conca Fiorita, Monterosso, St. Columba, Valverde, Santa Caterina, Redona, Ciutat Alta i els turons.
El Consell de la Tercer Circuit es compon de quinze membres elegits en les eleccions locals.
Bèrgam és una de les cinc ciutats d'Itàlia, al costat de Pàdua, Ferrara, Lucca i Grosseto, que té el centre històric completament envoltat de muralles que han mantingut intacta l'aparença original al llarg dels segles.

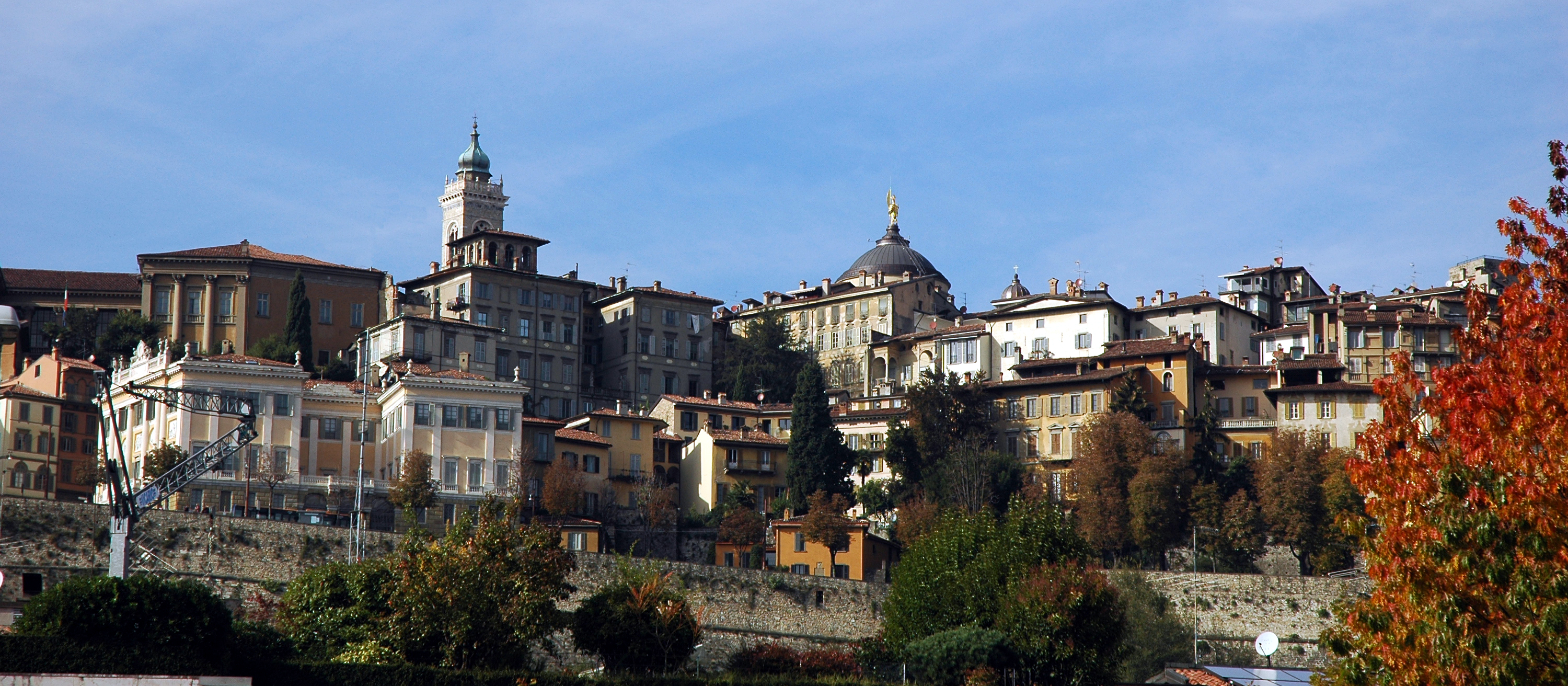
La Città Alta

El més conegut i visitat de Bèrgam Alta és la plaça del nucli antic, amb la font Contarini, el Palazzo della Ragione, la Torre Cívica (anomenada la campana), que encara cada nit a les 10 hores del vespre sona 100 vegades –que en el passat anunciava a la nit el tancament de portes de les muralles venecianes– i altres edificis que l'envolten per tot arreu. Impressionant, davant del Palazzo della Ragione, el gran edifici blanc del nou palau que alberga la Biblioteca Angelo Mai.
Al costat sud de la plaça del nucli antic hi ha la catedral, la capella Colleoni de l'arquitecte Giovanni Antonio Amadeo, amb monuments a Bartolomeo Colleoni i la seva filla Medea; el Baptisteri, construït per Giovanni da Campione i la basílica de Santa Maria la Major, a més de Giovanni da Campione. Aquesta església, a l'interior, porta les marques dels canvis en diferents estils arquitectònics que ha sofert des del primer edifici. Incrustacions notables que representen escenes bíbliques fetes de fusta de diversos colors, els dissenys s'atribueixen a Lorenzo Lotto, i una impressionant talla confessional barroca esculpida per Andrea Fantoni. L'església alberga la tomba del compositor Gaetano Donizetti.
Via Colleoni, també coneguda com a Corsarola, connecta la plaça de la Ciutat Vella amb la plaça de la Ciutadella i és el cor de la ciutat vella.

### La Ciutat Baixa oBèrghem de sota
A la ciutat baixa hi ha situat el monestir Matris Domini, que inclou una església i un museu amb valuosos frescos.

## Fills il·lustres
Alguns dels prohoms o fills o filles il·lustres de la ciutat inclouen, per ordre de naixement:
- Tarquinio Merula (1595-1665) fou un músic de les primeries del barroc.
- Lorenzo Mascheroni (1750-1800), matemàtic.
- Giuseppe Ferlendis (1755-1810) fou un oboista i compositor.
- Gaetano Donizetti (1797-1848), compositor d'òperes.
- Oscar Chisini (1889-1967), matemàtic
- Carlo Emilio Bonferroni (1892-1960), matemàtic
- Roberto Benaglio (1906-1992) fou un director de corals
- Luigi Arzuffi (1931-1995), pintor i escultor.

## Relacions internacionals: ciutats agermanades
Bèrgam està agermanada amb:
- Greenville, Estats Units
- Pueblo, Estats Units
- Mulhouse, França
- Tver, Rússia
- Bengbu, Xina
- Buenos Aires, Argentina
- Cochabamba, Bolívia (des de 2008)

Bèrgam sosté una relació de cooperació descentralitzada amb el municipi de Kakanj, Bòsnia-Hercegovina, des de finals dels noranta. El procediment per a agermanament de ciutats fou iniciat el 1997 però mai arribà a completar-se.